# Llobregat de Ampurdán
El Llobregat de Ampurdán es un río del noreste de la península ibérica, afluente del Muga por el lado izquierdo. Discurre por la comarca gerundense del Alto Ampurdán, en la comunidad autónoma española de Cataluña.

## Geografía
Nace en el Puig de Llobregat, pasa por La Junquera y recibe las aguas de la vertiente sur de la sierra de la Albera. Es un río de régimen pluvial, nutrido únicamente por las lluvias de otoño y de primavera y tiene un mínimo en agosto. Desemboca en el río Muga junto a la población de Perelada provincia de Gerona.

### Afluentes principales
- Còrrec de l'Heura
- Còrrec de les Vinyes
- Còrrec del Forn
- Còrrec del Mestre Bernal
- Riu de la Guilla
- Còrrec del Bosquerós
- La Ribereta
- Correc Gran
- Regató Negre
- El Merdançà
- El Ricardell
- Riera de Torrelles
- L'Anyet

## Fauna y flora
En cuanto a la diversidad biológica, hay que decir que es un río lleno de vida: lo pueblan las típicas especies de río catalán, barbos y truchas, cangrejos de río -actualmente dominado por el cangrejo de río americano, el autóctono casi ha desaparecido-, anguilas, Culebra viperina, salamandras, sapos, ranas etc.
Las orillas están llenas de vegetación de ribera: alisos, chopos etc.

## Lugar de Importancia Comunitaria
Llobregat de Ampurdán es un Lugar de Importancia Comunitaria. El espacio natural tiene una extensión de 853,8 km² y fue aprobado en septiembre de 2006.